# 巴西蘆鯛
巴西蘆鯛為輻鰭魚綱鱸形目鱸亞目鯛科的其中一種，分布於東南大西洋區的巴西海域，棲息深度10-100公尺，體長可達26.5公分，棲息在沿海海域，可做為食用魚。